# Scaraphites
Scaraphites is een geslacht van kevers uit de familie van de loopkevers (Carabidae). De wetenschappelijke naam van het geslacht is voor het eerst geldig gepubliceerd in 1842 door Westwood.

## Soorten
Het geslacht Scaraphites omvat de volgende soorten:
- Scaraphites hirtipes Macleay, 1864
- Scaraphites humeralis Castelnau, 1867
- Scaraphites laticollis Macleay, 1866
- Scaraphites lenaeus Westwood, 1842
- Scaraphites lucidus Chaudoir, 1863
- Scaraphites rotundipennis (Dejean, 1825)
- Scaraphites silenus (Westwood, 1842)